# Мкоани
Мкоани (на суахили и английски Mkoani) е град в Танзания, главното пристанище, третият по големина и най-малкият административен център на остров Пемба, главен град на регион Пемба-юг. Намира се в южната част на острова на 25 km южно от Чаке Чаке и има население от около 11 000 души. Средната надморска височина на централната част е 25 метра.

## Градска среда
Разположен на хълм, с изглед към широк залив, градът се състои главно от малки сгради и магазини по протежение на главния път, водещ надолу към пристанището. Изграден е от странна смесица от палмови сламени колиби и едноетажни къщички, които се спускат по склона към океана. На пристанището рибарите разтоварват улова си, който се откарва с волски каруци до пазара.
Главният път минава директно от пристанището нагоре по хълма и въпреки малките размери на града, има две платна и високи улични лампи по разделителната ивица. По нея са насадени и се поддържат ментови растения. Пътят напускат града и се вие нагоре, дълго по билото на хълма, който формира гръбнака на Южна Пемба.

## Климат
Климатът на острова се характеризира със сух и дъждовен сезон. Дъждовният сезон е от ноември до май, като максималното количество валежи от 486 mm се излива през месец април, когато в продължение на 14 дни с прекъсвания вали дъжд. Минимумът валежи се отбелязва през септември само с 4 дъждовни дни и количество на валежите от 34 mm.
Средната температура в града се движи между 24 и 28 °С. Най-топло е през месец март със средна температура от 28,2 °С, а най-студено – през юли и август, когато средната температура се понижава до 24,4 °С.
Температурата на морската вода се движи в границите от 25 до 29 °С. Най-топла е през март, а най-студена – през юли и август.

## Икономика
Градът се развива бавно, поминъкът на жителите му е свързан главно със селското стопанство, а част от работещото население е заето в администрацията. Добре развити са риболовът и износът на подправката карамфил, отглеждана в плантациите край града.
В града има пощенска станция, но търговията и обслужването са недостатъчно развити, поради което на хората им се налага често да пътуват до Чаке Чаке, неофициалната столица на острова.

## Здравеопазване
В града е изградена главната за острова болница „Абдала Мзее“. Създадена с китайска подкрепа, тя често получава попълнения на лекари от Китай. Те са помпомагани от медицински сестри и други здравни специалисти, получили образование в местни учебни заведения.

## Морски транспорт
Морската връзка на остров Пемба се осъществява предимно чрез неговото главно и най-натоварено пристанище, изградено в Мкоани, чийто кей е реконструиран в началото на 1990-те години с подкрепата на Европейския съюз. Тук акостират и всички фериботи, пристигащи от Занзибар и континенталната част на Танзания. Организирана е редовна фериботна връзка с град Уете в северозападната част на Пемба и Каменния град в Занзибар на остров Унгуджа. Такава връзка има и с градовете Дар ес Салаам и Танга в Танзания и Момбаса в Кения.
Пристанището е стабилно изградено, може да приема контейнери, както и да извършва ремонтни дейности, но на него рядко акостират кораби. Съществуват изработени планове за модернизация на пристанището, изпълнението на които все още не е започнало.